# 甘肃桃
甘肃桃（学名：Prunus kansuensis）为蔷薇科李属的植物，为中国的特有植物。分布在中国大陆的陕西、四川、湖北、甘肃等地，生长于海拔1,000米至2,300米的地区，常生于山地，目前尚未由人工引种栽培。